# Symphyotrichum lanceolatum
Symphyotrichum lanceolatum — вид рослин з родини айстрових (Asteraceae), який поширений у Канаді й США та натуралізований у великій частині Європи.

## Опис
Багаторічна трав'яниста рослина 30–150(200) см заввишки. Стебло прямостійне, одиночне, голе або волосисте. Нижні листки черешкові, ланцетно-еліптичні, 10–80 × 5–20 мм, поля зубчасті; стеблові листки сидячі, ланцетні, вузьколанцетні, (40)50–150 × (3)10–20(35) мм, поля зубчасті, верхні листки від ланцетних звужених до основи до лінійних, 30–100 мм, поля гладкі. Квіткові голови у відкритій волоті, приквітки в 3–6 рядів, від вузьколанцетних до лінійних; дискових квіточок (13)20–40(52), жовті, 2.8–5.8 мм; променевих квіточок 16–50, білі або рожеві або блакитні, 3–10(14) мм. Плід — сім'янка з папусом, довжиною ≈ 6 мм.

## Поширення
Поширений у Канаді й США; натуралізований у великій частині Європи крім сходу, введена як декоративна рослина.

## Галерея

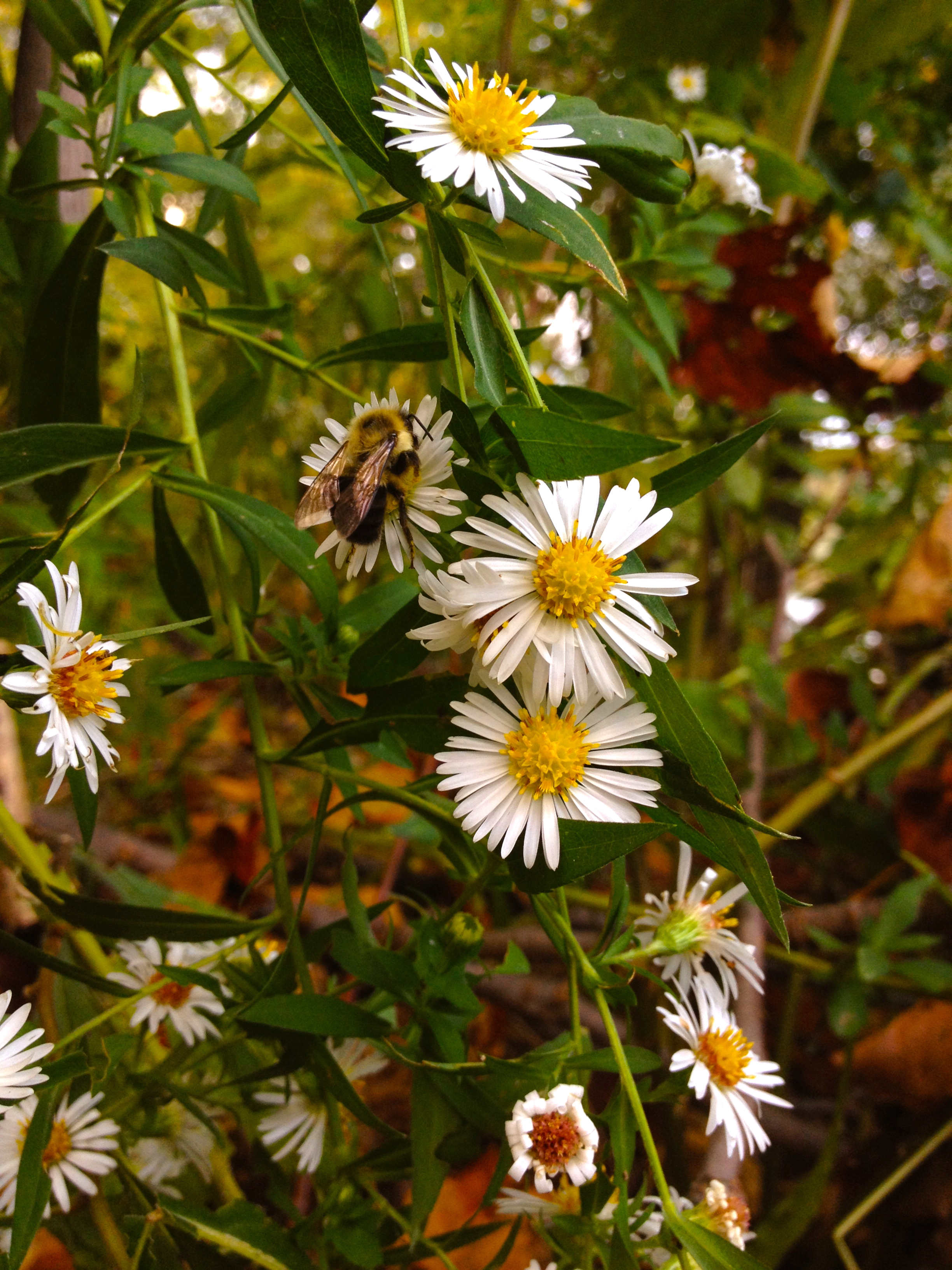
рослина
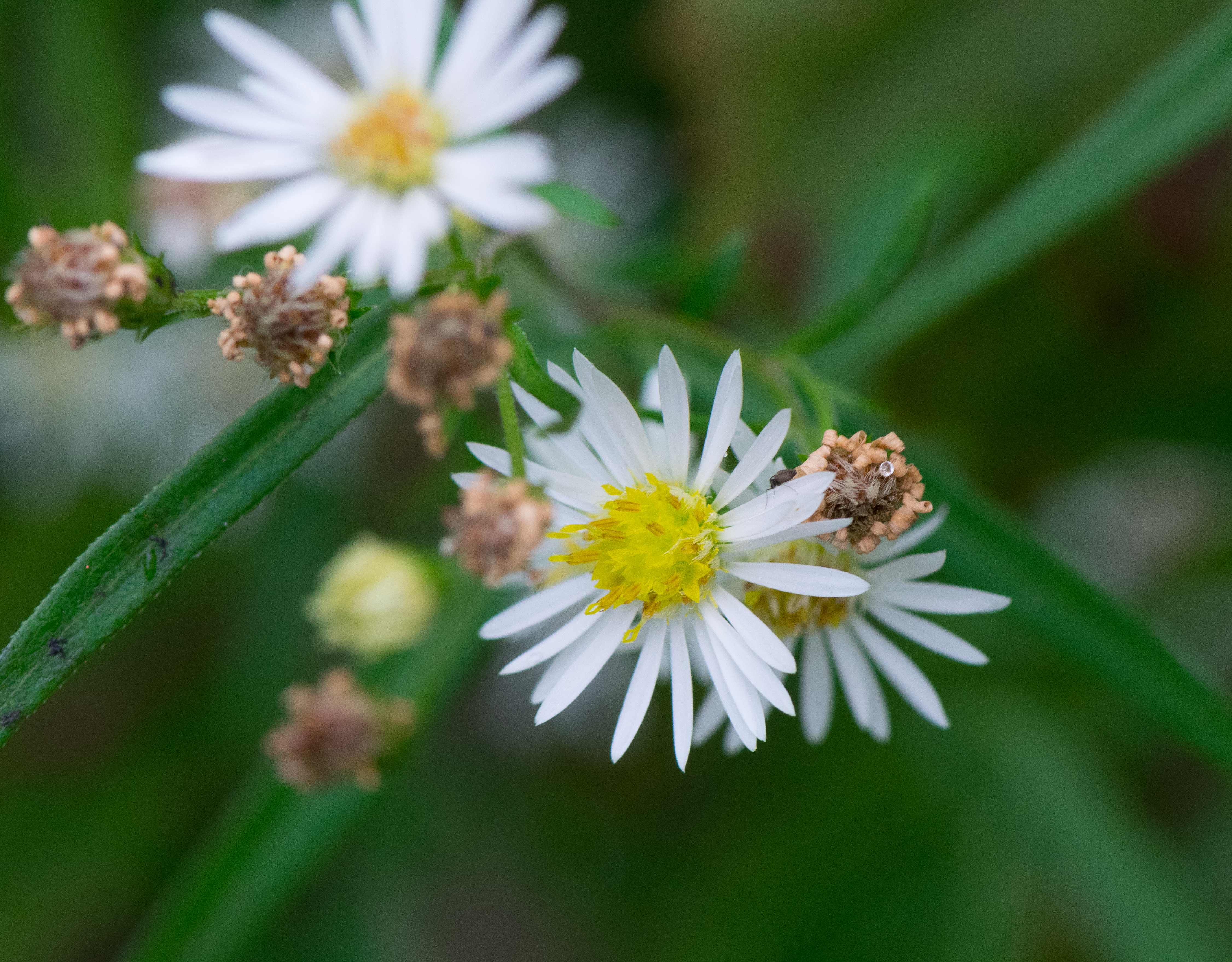
квіткові голови
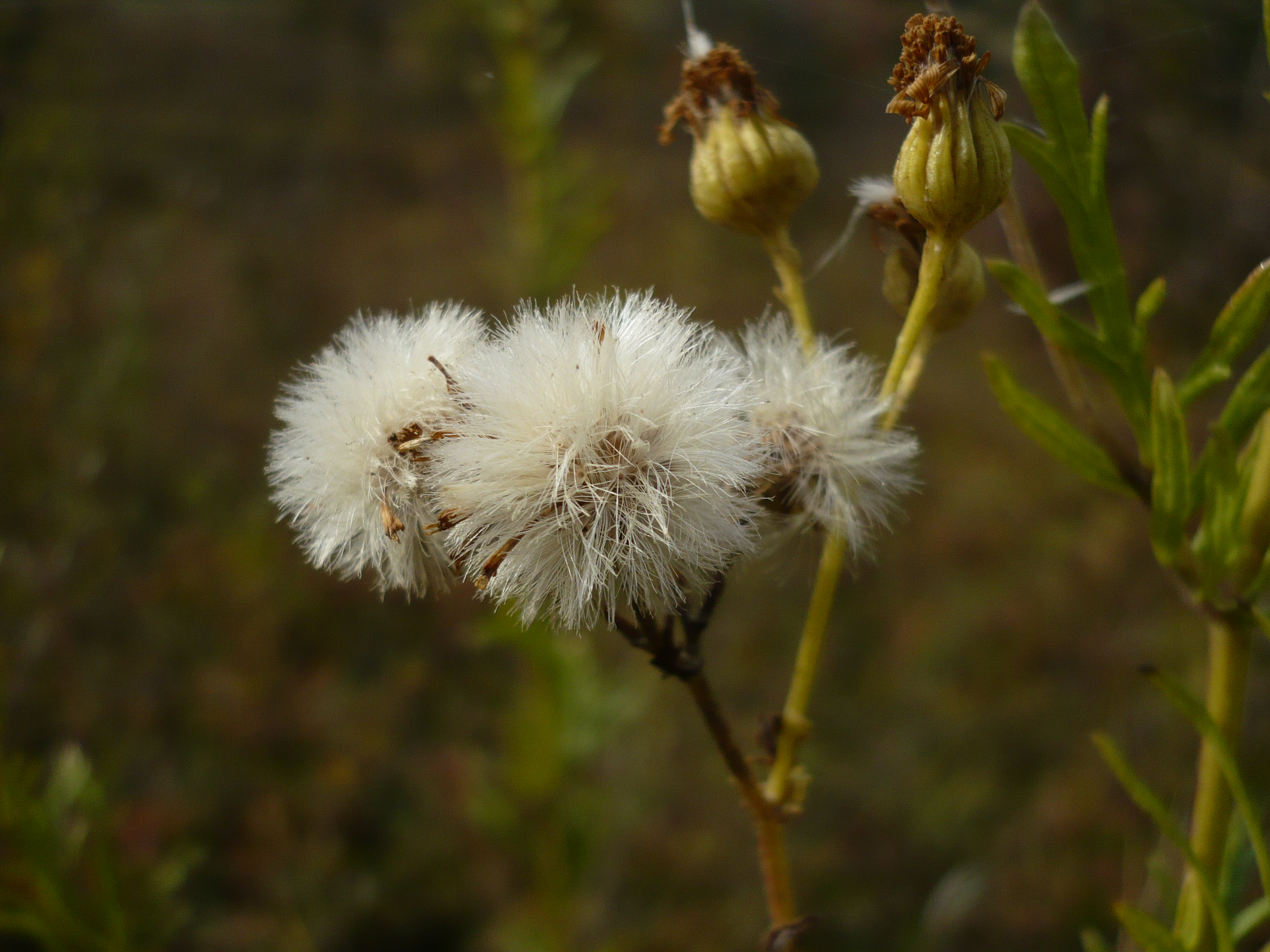
рослина з плодами (сім'янки з папусами)
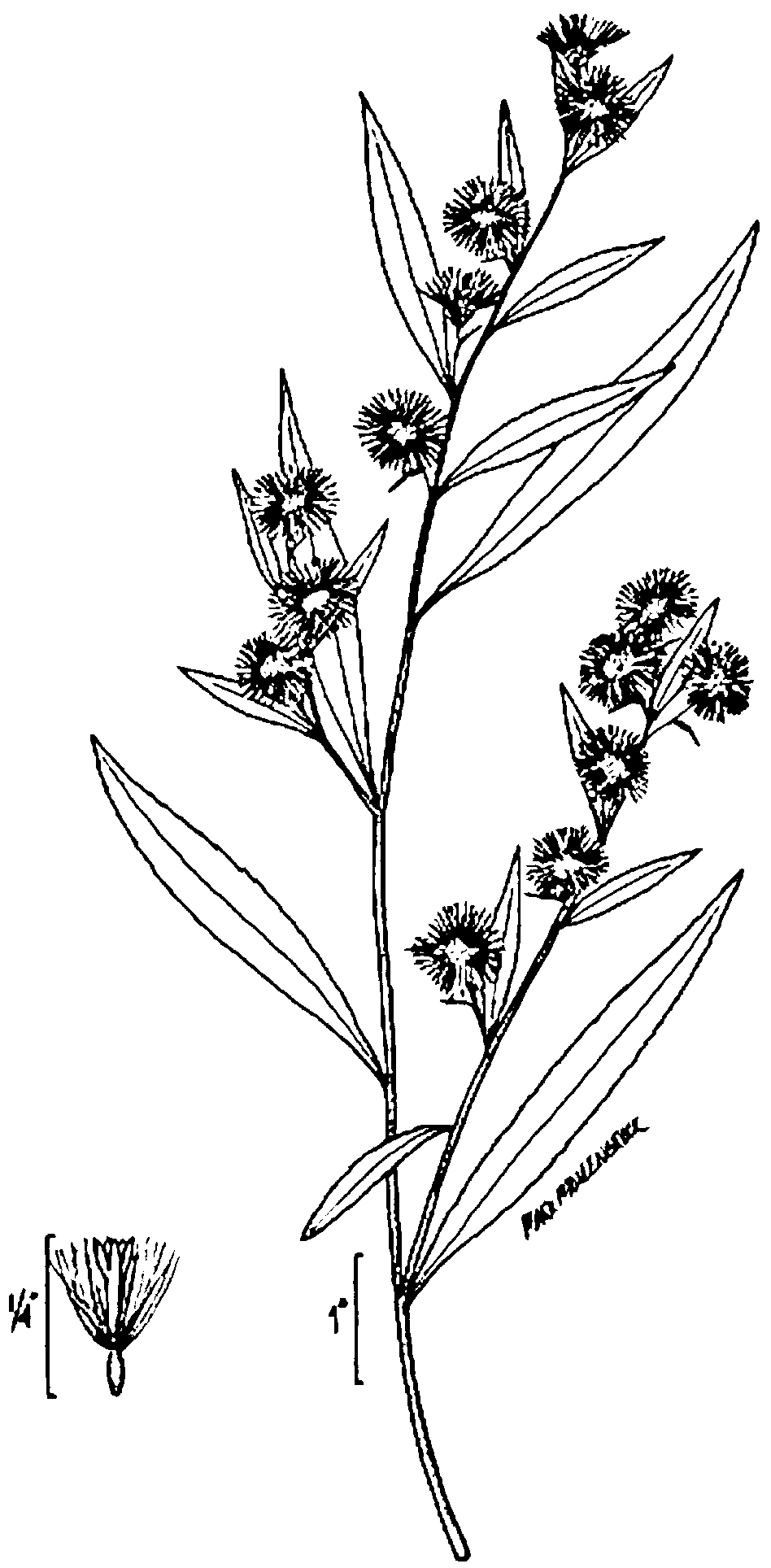
ілюстрація